# Крестинское сельское поселение
Крестинское се́льское поселе́ние — муниципальное образование в Оконешниковском районе Омской области Российской Федерации.
Административный центр — село Крестики.

## История
Статус и границы сельского поселения установлены Законом Омской области от 30 июля 2004 года № 548-ОЗ «О границах и статусе муниципальных образований Омской области».

## Население
| 2010 | 2011 | 2012 | 2013 | 2014 | 2015 | 2016 |
| ---- | ---- | ---- | ---- | ---- | ---- | ---- |
| 995  | ↘990 | ↘978 | ↘975 | ↘968 | ↘959 | ↗962 |
| 2017 | 2018 | 2019 | 2020 | 2021 | 2023 |      |
| ↘937 | ↘914 | ↘897 | →897 | ↘863 | ↘844 |      |

## Состав сельского поселения
| № | Населённый пункт | Тип населённого пункта       | Население |
| - | ---------------- | ---------------------------- | --------- |
| 1 | Крестики         | село, административный центр | ↘752      |
| 2 | Ленинск          | деревня                      | ↘120      |
| 3 | Орловка          | деревня                      | ↘123      |